# Бретвил сир Див
Бретвил сир Див (фр. Bretteville-sur-Dives) насеље је и општина у северној Француској у региону Доња Нормандија, у департману Калвадос која припада префектури Лисје.
По подацима из 2011. године у општини је живело 289 становника, а густина насељености је износила 41,82 становника/km². Општина се простире на површини од 6,91 km². Налази се на средњој надморској висини од 50 метара (максималној 70 m, а минималној 20 m).

## Демографија
| 1962. | 1968. | 1975. | 1982. | 1990. | 1999. | 2011. |
| ----- | ----- | ----- | ----- | ----- | ----- | ----- |
| 302   | 304   | 297   | 288   | 290   | 278   | 289   |

График промене броја становника у току последњих година